# Principia Discordia

Fünffingrige Hand der Eris

Die Principia Discordia ist eine Sammlung von satirischen religiösen Texten und Illustrationen, die vor allem durch die Romantrilogie Illuminatus! von Robert Anton Wilson und Robert Shea bekannt wurde. Der Verfasser beschreibt unter dem Pseudonym Malaclypse der Jüngere in zahlreichen Anekdoten, passend zum Untertitel des Werks Wie ich die Göttin fand und was ich mit ihr tat, als ich sie gefunden hatte die Entstehungsgeschichte der diskordischen Gesellschaft, ihre mythologischen und philosophischen Grundlagen sowie ihre Organisationsstruktur. Dabei werden bekannte Religionen und religiöse Denkmuster parodiert und ad absurdum geführt, um, so Wilson, „Guerilla-Ontologie“ zu betreiben. Die Principia Discordia gilt als Heilige Schrift des Diskordianismus.

## Entstehungsgeschichte
Die erste Ausgabe  der Principia Discordia wurde 1963 auf dem Fotokopierer des US-Anwalts Jim Garrison gedruckt. Auch Robert Anton Wilson gibt in seiner Autobiografie Cosmic Trigger an, diese sei lange vor dem Erscheinen seiner Romane geschrieben worden.
2014 erschien unter dem Titel Historia Discordia – The Origins of the Discordian Society eine umfangreiche Sammlung von Dokumenten aus der Zeit vor und nach der mutmaßlichen Veröffentlichung der ersten Principia-Ausgabe (1965). Darunter sind diverse Korrespondenzen von und zwischen Hill, Thornley und Wilson sowie eine Faksimile-Reproduktion der wohl lediglich in fünf fotokopierten Exemplaren veröffentlichten ersten Ausgabe.
Die Entstehungsgeschichte des Buches ist ein Spiel mit Herausgeber-Fiktionen und hintereinander gestaffelten Pseudo-Autoren. So gibt Wilson in einem Vorwort an, nicht der Autor zu sein. Tatsächlich soll ihm zufolge der Autor ein „Zeitreisender aus dem 23. Jahrhundert“ namens Gregory Hill sein, der aber seinerseits bestreite, ein Zeitreisender zu sein. Je nach Laune, so Wilson weiter, sage er aber auch, Timothy Leary oder er selbst seien für das Werk verantwortlich. Glaubt man anderen Aussagen Wilsons, so sind die Beiträge zu der Sammlung überwiegend in den 1950er Jahren von Kerry Thornley (als Lord Omar Khayyam Ravenhurst) und Gregory Hill (eben als Malaclypse der Jüngere) verfasst worden. Auslöser dafür war, so die Legende, eine auf eine Diskussion über Zwietracht folgende Erleuchtung auf einer Bowlingbahn. „‚Löse das Problem der Zwietracht‘, sagte einer, ‚und alle anderen Probleme werden verschwinden.‘“

“There walked into the room a chimpanzee, shaggy and grey about the muzzle, yet upright to his full five feet, and poised with natural majesty. He carried a scroll and walked to the young men. ‘Gentlemen,’ he said, ‘why does Pickering's Moon go about in reverse orbit? Gentlemen, there are nipples on your chests; do you give milk? And what, pray tell, Gentlemen, is to be done about Heisenberg's Law?’ He paused. ‘SOMEBODY HAD TO PUT ALL OF THIS CONFUSION HERE!’ And with that he revealed his scroll. It was a diagram, like a yin-yang with a pentagon on one side and an apple on the other. And then he exploded and the two lost consciousness.”

„Da kam ein Schimpanse in den Raum, zottig und grau um das Maul, dennoch aufrecht mit seinen ganzen ein Meter fünfzig, und balancierte mit natürlicher Majestät. Er trug eine Schriftrolle und ging auf die jungen Männer zu. ‚Gentlemen‘, sagte er, ‚warum bewegt sich Pickerings Mond auf einem rückläufigen Orbit? Gentlemen, da sind Nippel an Ihren Brüsten; geben Sie Milch? Und was, bitte sagen Sie, Gentlemen, muss mit Heisenbergs Gesetz gemacht werden?‘ Er machte eine Pause. ‚JEMAND MUSSTE ALL DIESE VERWIRRUNG HIER REINBRINGEN!‘ Und dann entfaltete er seine Schriftrolle. Es war ein Diagramm, wie ein Yin-Yang mit einem Pentagon auf der einen und einem Apfel auf der anderen Seite. Und dann explodierte er, und die beiden verloren das Bewusstsein.“

Im Anschluss daran beschäftigten sich die beiden laut Legende mit dem Sinn dieser Erleuchtung und kamen so auf die Spur von Eris. Weitere Beiträge zur „diskordischen Atheologie“ sollen später im näheren Umkreis von Hill und Thornley entstanden sein.

## Inhalt
Aufbauend auf der griechischen Göttin Eris (in der römischen Mythologie als Discordia bekannt) wird der Diskordianismus in allen seinen Einzelheiten beschrieben. Siehe dazu Diskordianismus.

## Ausgaben
Aktuelle Ausgaben in Buchform
„Malaclypse der Jüngere“: Principia Discordia
- Exposure Publishing 2007, ISBN 1846856043, ISBN 978-1846856044 (englisch)
- Phänomen-Verlag 2000, ISBN 3933321204 (deutsch)
- Bohmeier Verlag 1994 (3. Auflage 2010), ISBN 9783890942896 (deutsch)
- Loompanics Unlimited 1980, ISBN 1559500409 (englisch)
- Illuminet Press 1991, ISBN 096265342X (englisch)
- Steve Jackson Games 1994, ISBN 1-55634-320-5 (englisch)

Historie
- 5th Edition:	1991 (3157 YOLD)
- 4th Edition:	1970 (3136 YOLD),	San Francisco
- 3rd Edition:	1969 (3135 YOLD),	Tampa (500 Exemplare)
- 2nd Edition:	1969 (3135 YOLD),	Los Angeles (100 Exemplare)
- 1st Edition:	1965 (3131 YOLD),	New Orleans (5 Exemplare), Originaltitel: "PRINCIPIA DISCORDIA or HOW THE WEST WAS LOST"

Nach Angaben von Robert Anton Wilson soll es zwischen der 1. und der 4. Auflage insgesamt nur 3125 Exemplare gegeben haben.